# Brébeuf (Québec)
Pour les articles homonymes, voir Brébeuf.
Brébeuf est une municipalité de paroisse du Québec (Canada) située dans la municipalité régionale de comté (MRC) des Laurentides, dans la région administrative des Laurentides. Elle est nommée en l'honneur de Jean de Brébeuf, l'un des martyrs canadiens. Ses habitants sont les Brégeois(es). Il s'agit d'un petit village situé dans la région de Mont-Tremblant.

## Histoire
Fondé en 1905, Brébeuf fêtait en 2005 son centenaire.

### Le rang des Vents
Longeant la rive gauche de la rivière Rouge, le rang des Vents a aussi son histoire.
Voici, en partant de Brébeuf vers la Conception, quelques repères historiques intéressants.
- En remontant la côte du rang des Vents, on voit le rang des Vents se faufiler entre la rivière à droite et une butte à gauche, à un endroit que nous appelons "éboulis", attendu que ce chemin s'est éboulé quelquefois depuis 40 ans...
- Aussitôt la glace débâclée, un traversier reprenait sa course dont on voit encore une descente sur un terrain appartenant à Hector Tremblay.
- Il y avait une école de rang sur le même terrain (appartenant à Hector Tremblay) dont on peut encore voir les fondations.
- Tout près, au bord du chemin, sur la propriété de "la succession Alphonse Lespérance", il y a des vinaigriers qui poussent à l'endroit d'un solage, c'est la maison des Maheu
- Cette intersection entre le rang des Vents, le chemin des Cèdres et le chemin des Saules est aujourd'hui tout à fait insignifiante. Mais en 1940 c'était tout différent, c'était l'intersection entre l'Abitibi et l'Outaouais. C'est du moins ce que nous a raconté le regretté Abbé Potvin. La "côte à Maheu", que nous appelons encore ainsi dans la famille, est cette côte très raide sur le chemin des Cèdres qui aboutit au chemin des Saules et au rang des Vents. Les gens qui venaient de Montréal arrivaient par ce que nous appelons le chemin des Cèdres. Si on continuait à droite, vers ce qui s'appelle aujourd'hui le "chemin des Saules", on allait vers l'Abitibi. Si on prenait le traversier, à côté de l'école de rang, on allait vers l'Outaouais. Deux mondes, deux visions du monde. L'abbé Potvin (décédé vers 2005) racontait que les automobiles de l'époque où il était jeune prêtre n'avaient pas de pompe à essence, et qu'ils devaient franchir la côte à Maheu à reculons pour que l'essence se rende au moteur.
- Enfin, toujours selon l'Abbé Potvin, il y avait une scierie sur l'actuelle terrain de "succession Alphonse Lespérance"

## Géographie
La rivière Rouge traverse la municipalité du nord au sud-est.
La rivière du Diable longe le sud-est de la municipalité vers le sud.

## Démographie
| 1991 | 1996 | 2001 | 2006 | 2011  | 2016 | 2021  |
| ---- | ---- | ---- | ---- | ----- | ---- | ----- |
| 609  | 695  | 800  | 939  | 1 012 | 976  | 1 009 |

La zone agricole de la municipalité de Brébeuf est la plus imposante et large de toute la MRC des Laurentides. En effet, on y compte pas moins d’une douzaine d’exploitations agricoles sur la zone verte qui occupe 60% de la superficie.

## Administration
Les élections municipales se font en bloc pour le maire et les six conseillers.
| Brébeuf Maires depuis 2003                                                                                           |                |         |          |
| Élection | Maire          | Qualité | Résultat |
| 2003 | Ronald Provost |         | Voir     |
| 2005 | Ronald Provost | Voir    |          |
| 2009 | Ronald Provost | Voir    |          |
| 2013 | Ronald Provost | Voir    |          |
| 2017 | Marc L'Heureux |         | Voir     |
| 2021 | Marc L'Heureux | Voir    |          |
| Élection partielle en italique Depuis 2005, les élections sont simultanées dans toutes les municipalités québécoises |                |         |          |

## Éducation
La Commission scolaire Sir-Wilfrid-Laurier géré des établissements scolaires anglophones de la région. Ces écoles:
- École primaire Arundel (Arundel)[7]
- Académie Sainte-Agathe (pour école secondaire seulement) à Sainte-Agathe[8]

## Galerie photo
|  |  |